# Nuncjatura Apostolska w Rumunii
Nuncjatura Apostolska w Rumunii – misja dyplomatyczna Stolicy Apostolskiej w Rumunii. Siedziba nuncjusza apostolskiego mieści się w Bukareszcie. Obecnym nuncjuszem jest Hiszpan abp  Miguel Maury Buendía. Pełni on swą funkcję od 5 grudnia 2015.
Nuncjusz apostolski pełni tradycyjnie godność dziekana korpusu dyplomatycznego akredytowanego w Rumunii od momentu przedstawienia listów uwierzytelniających.
Od 2003 roku nuncjusze apostolscy w Rumunii akredytowani są również w Mołdawii.

## Historia
Stosunki dyplomatyczne pomiędzy Rumunią a Stolicą Apostolską nawiązano w 1920. W tym też roku papież Benedykt XV utworzył Nuncjaturę Apostolską w Rumunii. Kres jej istnieniu przyniosło objęcie przez komunistów władzy w tym państwie. Na początku 1946 nuncjusz apostolski abp Andrea Cassulo został ogłoszony persona non grata i musiał opuści Rumunię. 4 lipca 1950 komuniści zerwali stosunki dyplomatyczne. Po ponownym nawiązaniu stosunków dyplomatycznym między Stolicą Apostolską a Rumunią, w 1990, papież Jan Paweł II ponownie powołał Nuncjaturę Apostolską w Rumunii. Od stycznia 1998 Rumunia powróciła do dawnej tradycji i ustanowiła nuncjusza apostolskiego w Bukareszcie dziekanem korpusu dyplomatycznego.

## Nuncjusze apostolscy w Rumunii

### 1920 - 1946
- abp Francesco Marmaggi (1920 - 1923) Włoch
- abp Angelo Maria Dolci (1923 - 1933) Włoch
- abp Valerio Valeri (1933 - 1936) Włoch
- abp Andrea Cassulo (1936 - 1946) Włoch

### Po 1990
- abp John Bukovsky SVD (1990 - 1994) Słowak
- abp Janusz Bolonek (1995 - 1998) Polak
- abp Jean-Claude Périsset (1998 - 2007) Szwajcar
- abp Francisco-Javier Lozano (2007 - 2015) Hiszpan
- abp Miguel Maury Buendía (2015 - 2023) Hiszpan
- abp Giampiero Gloder (od 2024) Włoch